# Anatoly Snigirev

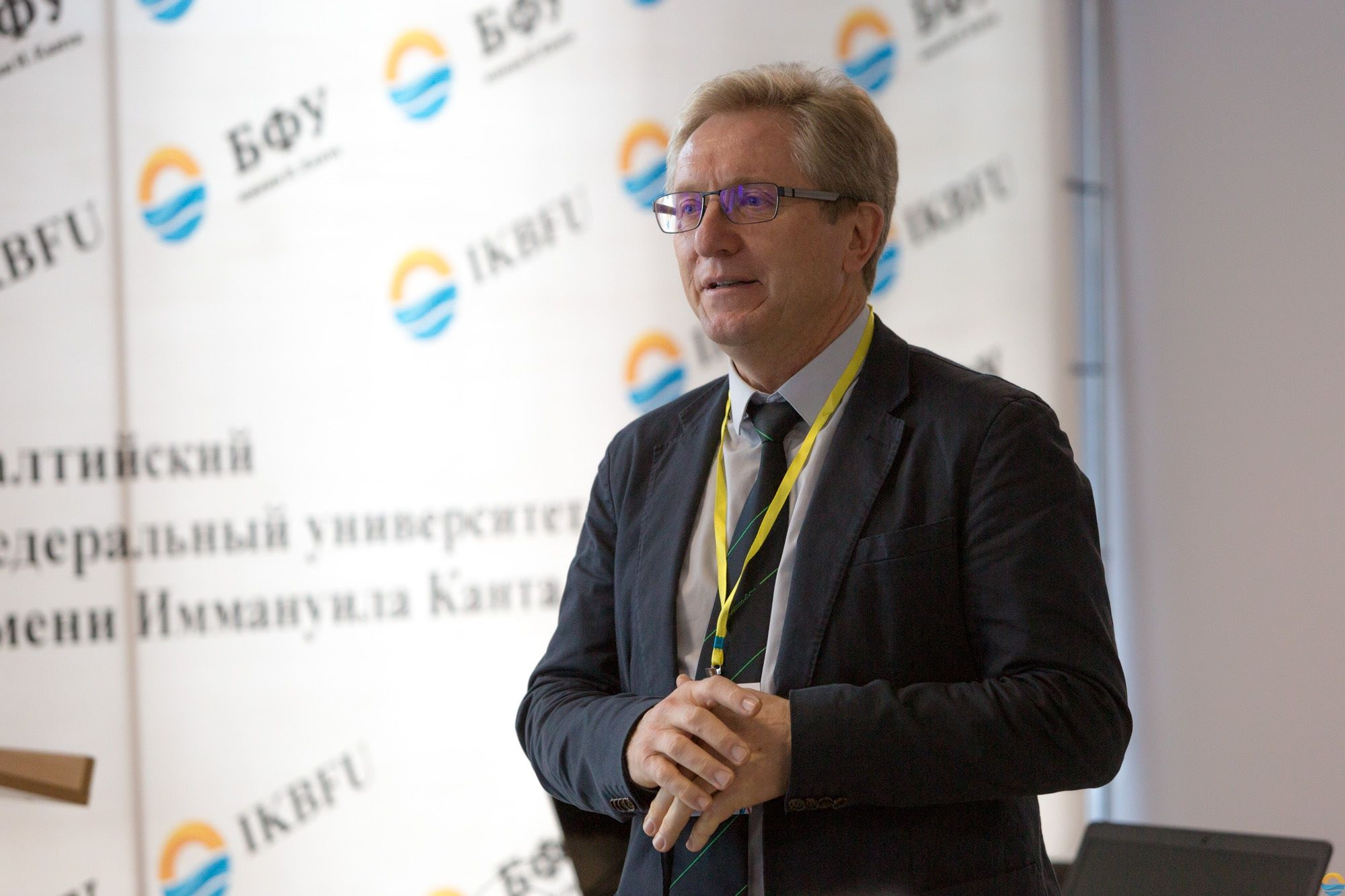
Anatoly Snigirev

Anatoly Snigirev (französisch Anatoly Sniguirev, russisch Анатолий Александрович Снигирев, transkribiert Anatoli Alexandrowitsch Snigirew; * 19. März 1957 in Archangelsk) ist ein russisch-französischer Physiker im Bereich der experimentellen Röntgenoptik und der Anwendung kohärenter Röntgenstrahlung. Snigirev und seinen Mitarbeitern gelang als erster Forschungsgruppe die Realisierung refraktiver Röntgenlinsen.

## Werdegang
Mit einer Doktorarbeit auf dem Bereich der dynamischen Theorie der Röntgenbeugung an Kristallen wurde Snigirev 1986 am Institut für Festkörperphysik der Russischen Akademie der Wissenschaften in Tschernogolowka promoviert. Von 1986 bis 1993 leitete er die Kristalloptik-Gruppe am Institut für Mikroelektronik-Technologie in Tschernogolowka. Während dieser Zeit erforschte er Röntgenbeugung an Silizium-Mikrostrukturen, was schließlich zur Entwicklung sogenannter Bragg-Fresnel-Optiken zum Fokussieren von Röntgenstrahlen führte.
1990 erhielt er ein Stipendium der Alexander-von-Humboldt-Stiftung, das ihm einen einjährigen Forschungsaufenthalt an der Universität Dortmund bei Ulrich Bonse gestattete.
Von 1993 bis 2015 war Snigirev an der europäischen Synchrotronstrahlungsquelle ESRF in Grenoble in Frankreich tätig, wo er den Großteil seiner wissenschaftlichen Leistungen erbracht hat. Seit 2015 ist er Leiter des Labors für Röntgenoptik an der Baltischen Föderalen Universität in Kaliningrad.
Snigirev ist verheiratet mit der Physikerin Irina Snigireva, die in vielen seiner Publikationen Mitautorin ist.

## Leistungen

### Refraktive Röntgenlinsen
In einem Fachartikel in der Zeitschrift Nature stellte Snigirev 1996 gemeinsam mit Koautoren von ESRF, dem Kurtschatow-Institut und der RWTH Aachen experimentelle Ergebnisse vor, die das erfolgreiche Fokussieren harter Röntgenstrahlung mittels brechender (refraktiver) Linsen demonstrierten. Mit diesem Ergebnis war zum ersten Mal experimentell die von Wilhelm Conrad Röntgen nach dessen ersten Versuchen mit den von ihm entdeckten Strahlen fast genau 100 Jahre zuvor aufgestellte These widerlegt, dass sich Röntgenstrahlung nicht mit Linsen sammeln lasse.
Snigirevs Ergebnissen vorangegangen waren Vorschläge anderer Gruppen zur Konstruktion refraktiver Röntgenlinsen sowie eine in der Fachliteratur geführte Diskussion darüber, ob brechende Röntgenlinsen überhaupt sinnvoll funktionieren könnten – eine Meinung, der namhafte Röntgenoptiker teils virulent widersprochen hatten.
In den Folgejahren wirkte Snigirev maßgeblich an der Weiterentwicklung der refraktiven Röntgenlinse und der Etablierung ihres Gebrauchs mit, zunächst bei der Verbesserung von sphärischen Zylinderlinsen zu parabolischen rotationssymmetrischen Linsen ohne sphärische Aberrationen und bei ersten Demonstrationen der Anwendbarkeit als Objektiv in einem Röntgenmikroskop, später bei der Erforschung verschiedener Materialien für die Linsenherstellung sowie der Konstruktion von Strahlführungsoptiken unter Verwendung refraktiver Linsen.

### Röntgen-Phasenkontrast
Im Jahr 1995 veröffentlichte Snigirev mit seiner Frau sowie Fachkollegen aus Russland einen Artikel, in dem Röntgenbilder von Objekten gezeigt wurden, die zu klein und leicht waren, um in gewöhnlichem Absorptionskontrast sichtbar zu sein. In den experimentellen Bildern, die an der damals neuen Synchrotronstrahlungsquelle ESRF aufgenommen waren, waren Kanten und Grenzflächen der Objekte jedoch deutlich zu erkennen. In ihrem Artikel lieferten die Autoren auch die Erklärung für das Phänomen, nämlich Fresnel-Beugung der partiell kohärenten Röntgenstrahlung aus der Synchrotron-Quelle an den beobachteten Objekten. In ihrem Artikel bezeichneten die Autoren die neu entdeckte Technik als „Röntgen-Phasenkontrast“; dieser Begriff hat sich seither eingebürgert für alle Techniken des Röntgens, die auf Brechung oder Beugung der Strahlung beruhen. Zur Abgrenzung von anderen Röntgen-Phasenkontrastmethoden wird die von Snigirev beschriebene Technik oft als Propagations-Phasenkontrast (englisch propagation-based phase contrast) oder Inline-Phasenkontrast bezeichnet.
Im Anschluss an die Entdeckung machte Snigirev mit seiner Gruppe und Kollaborationspartnern die Inline-Phasenkontrasttechnik für Anwendungen in bildgebenden Verfahren mit Synchrotronstrahlung, insbesondere der Mikrotomographie, nutzbar.

### Röntgen-Holographie, -Mikroskopie und -Interferometrie
Um das Jahr 2000 zeigte Snigirevs Arbeitsgruppe bei ESRF, dass mit Zonenplatten als Linsen oder Strahlteiler für Röntgenstrahlen mikroskopische und interferometrische Röntgenbilder aufgenommen werden können.
Im Jahr 2009 präsentierte Snigirev ein Röntgen-Interferometer, das auf dem Prinzip der refraktiven Röntgenlinse beruht.

## Auszeichnungen
Für die Entwicklung der refraktiven Röntgenlinse erhielt Snigirev im Jahr 2010 gemeinsam mit den Mitautoren seines Artikels in Nature von 1996 den seit 2001 jährlich vergebenen Innovationspreis Synchrotronstrahlung des Helmholtz-Zentrums Berlin (bis 2008: BESSY-Innovationspreis).

## Publikationen
Die Literatur- und Zitationsdatenbank Web of Science weist Anatoly Snigirev als Autor oder Mitautor von über 335 wissenschaftlichen Fachartikeln mit einem h-Index von 52 und über 10.000 Zitationen aus.

### Ausgewählte Fachartikel
1. ↑  
A. Snigirev, V. Kohn, I. Snigireva, B. Lengeler: A compound refractive lens for focusing high-energy X-rays. In: Nature. Vol. 384, Nr. 6604, 1996, S. 49–51, doi:10.1038/384049a0.
2. ↑  
B. Lengeler, C. G. Schroer, M. Richwin, J. Tümmler, M. Drakopoulos, A. Snigirev, I. Snigireva: A microscope for hard x rays based on parabolic compound refractive lenses. In: Applied Physics Letters. Vol. 74, Nr. 26, 1999, S. 3924–3926, doi:10.1063/1.124225.
3. ↑  
B. Lengeler, C. Schroer, J. Tümmler, B. Benner, M. Richwin, A. Snigirev, I. Snigireva, M. Drakopoulos: Imaging by parabolic refractive lenses in the hard X-ray range. In: Journal of Synchrotron Radiation. Vol. 6, 1999, S. 1153–1167, doi:10.1107/S0909049599009747.
4. ↑  
C. G. Schroer, M. Kuhlmann, B. Lengeler, T. F. Günzler, O.Kurapova, B. Benner, C. Rau, A. S. Simionovici: Beryllium parabolic refractive x-ray lenses. In: Proceedings of SPIE. Vol. 4783, 2002, S. 10–18, doi:10.1117/12.451013.
5. ↑  
A. Snigirev, I. Snigireva, M. Di Michiel, V. Honkimäki, M. Grigoriev, V. Nazmov, E. Reznikova, J. Mohr, V. Saile: Sub-micron focusing of high energy X-rays with Ni refractive lenses. In: Proceedings of SPIE. Vol. 5539, 2004, S. 244–250, doi:10.1117/12.564545.
6. ↑  
G. B. M. Vaughan, J. P. Wright, A. Bytchkov, M. Rossat, H. Gleyzolle, I. Snigireva, A. Snigirev: X-ray transfocators: focusing devices based on compound refractive lenses. In: Journal of Synchrotron Radiation. Vol. 18, Nr. 2, 2011, S. 125–133, doi:10.1107/S0909049510044365.
7. ↑  
A. Snigirev, I. Snigireva, V. Kohn, S. Kuznetsov, I. Schelokov: On the possibilities of x-ray phase contrast microimaging by coherent high-energy synchrotron radiation. In: Review of Scientific Instruments. Vol. 66, Nr. 12, 1995, S. 5486–5492, doi:10.1063/1.1146073.
8. ↑  
C. Raven, A. Snigirev, I. Snigireva, P. Spanne, A. Souvorov, V. Kohn: Phase-contrast microtomography with coherent high-energy synchrotron x rays. In: Applied Physics Letters. Vol. 69, Nr. 13, 1996, S. 1826–1828, doi:10.1063/1.117446.
9. ↑  
P. Spanne, C. Raven, I. Snigireva, A. Snigirev: In-line holography and phase-contrast microtomography with high energy x-rays. In: Physics in Medicine and Biology. Vol. 44, Nr. 3, 1999, S. 741–749, doi:10.1088/0031-9155/44/3/016.
10. ↑  
T. E. Gureyev, C. Raven, A. Snigirev, I. Snigireva, S. W. Wilkins: Hard x-ray quantitative non-interferometric phase-contrast microscopy. In: Journal of Physics D: Applied Physics. Vol. 32, Nr. 5, 1999, S. 563–567, doi:10.1088/0022-3727/32/5/010.
11. ↑  
A. Koch, C. Raven, P. Spanne, A. Snigirev: X-ray imaging with submicrometer resolution employing transparent luminescent screens. In: Journal of the Optical Society of America A. Vol. 15, Nr. 7, 1998, S. 1940–1951, doi:10.1364/JOSAA.15.001940.
12. ↑  
W. Leitenberger, T. Weitkamp, M. Drakopoulos, I. Snigireva, A. Snigirev: Microscopic imaging and holography with hard X-rays using Fresnel zone-plates. In: Optics Communications. Vol. 180, Nr. 4-6, 2000, S. 233–238, doi:10.1016/S0030-4018(00)00710-0.
13. ↑  
W. Leitenberger, S. M. Kuznetsov, A. Snigirev: Interferometric measurements with hard X-rays using a double slit. In: Optics Communications. Vol. 191, Nr. 1-2, 2001, S. 91–96, doi:10.1016/S0030-4018(01)01104-X.
14. ↑  
W. Leitenberger, A. Snigirev: Microscopic imaging with high energy x-rays by Fourier transform holography. In: Journal of Applied Physics. Vol. 90, Nr. 2, 2001, S. 538–544, doi:10.1063/1.1378810.
15. ↑  
A. Snigirev, I. Snigireva, V. Kohn, V. Yunkin, S. Kuznetsov, M. B. Grigoriev, T. Roth, G. Vaughan, C. Detlefs: X-Ray Nanointerferometer Based on Si Refractive Bilenses. In: Physical Review Letters. Vol. 103, 2009, S. 064801, doi:10.1103/PhysRevLett.103.064801.